# Eccidi di Reggiolo
Gli eccidi di Reggiolo sono stati due stragi fasciste perpetrate nell'omonimo comune della bassa reggiana rispettivamente il 18 settembre 1944 e tra il 14 ed il 17 aprile 1945. I due fatti, che costarono la vita complessivamente a 13 persone, ebbero dinamiche ed obbiettivi completamente diversi. Il primo fu una rappresaglia contro un gruppo di antifascisti e dissidenti fascisti locali, il secondo invece si trattò di un'operazione di rastrellamento ed eliminazione fisica di partigiani in vista dell'imminente ritirata a nord del Po da parte delle truppe nazifasciste.

## I fatti

### La rappresaglia del 1944
La notte tra il 16 e il 17 settembre 1944 a Reggiolo avvenne una sparatoria tra partigiani gappisti ed una pattuglia della Brigata Nera nel corso della quale morirono i due militi Ambrogio Zanotti e Arturo Bianchini. Quello stesso giorno era stato nominato nuovo federale di Reggio Emilia Guglielmo Ferri, esponente dell'ala oltranzista del Partito Fascista Repubblicano di Parma, città dove già si era distinto per i metodi contro la Resistenza locale.
In occasione dei funerali dei due fascisti uccisi a Reggiolo, Ferri preannunciò quello che di lì a poco sarebbe avvenuto:
(Guglielmo Ferri nell'orazione funebre per i caduti Zanotti e Bianchini 18 settembre 1944)
Così, il 19 settembre, circa 200 militi della Brigata Nera affluirono a Reggiolo e fermarono una trentina di persone scelte tra quelle che dopo l'armistizio dell'8 settembre 1943 si erano distinti nella propaganda antifascista o che pur essendo già iscritte al PNF, si erano rifiutati di rinnovare la tessera al PFR e quindi accusate di essere traditori del fascismo. La lista degli arrestati fu stilata dal figlio di una delle vittime. Di costoro ne furono fucilate quattro, il geometra Antonio Angeli, l'ingegner Erminio Marani, l'avvocato Massimiliano Polacci, e Giuseppe Sacchi, tutti estranei all'attacco e al movimento partigiano.
Il giorno dopo la rappresaglia il Commissario Prefettizio Augusto Nasuelli, si tolse la vita con un colpo di pistola nella sua abitazione, motivando con uno scritto "l'impossibilità di sopravvivere al dolore causatogli dagli avvenimenti di quei giorni".
Ferri considerò la rappresaglia un'azione dimostrativa rivolta alla popolazione accusata di fiancheggiare la lotta partigiana, più preoccupato il segretario comunale di Reggiolo che espresse le sue perplessità al capo della Provincia di Reggio Emilia Almo Vanelli denunciando come la popolazione maschile si fosse allontanata dal paese per timore di nuove rappresaglie.

### L'eccidio del 1945
Il 12 aprile 1945 un reparto della 3ª Brigata Nera Mobile "Attilio Pappalardo", impegnato in un'operazione di rastrellamento in vista dell'imminente ritirata a nord del Po, circondò il centro di Luzzara. Al termine delle operazioni furono fermati e condotti a Reggiolo 72 uomini. Il giorno seguente il gruppo dei prigionieri fu diviso, 62 di loro vennero condotti a Reggio nell'Emilia, mentre i restanti dieci vennero trattenuti nelle scuole locali per degli interrogatori.
Nelle ore successive i fermati vennero interrogati dai fascisti e sottoposti a torture disumane mediante l'uso di coltelli, bastonature e somministrazione forzata di benzina. Per mantenere lucide le vittime durante le sevizie, gli aguzzini praticarono loro delle iniezioni. Nonostante ciò, due dei prigionieri morirono durante le torture. Il giorno seguente i fascisti condussero cinque prigionieri (più i cadaveri dei due morti sotto tortura) lungo il muro del cimitero e li fucilarono. Tutte le vittime appartenevano alla 77ª Brigata SAP "Fratelli Manfredi".
Domenica 15 aprile i militi della Brigata Nera "Pappalardo" continuarono la loro opera di rastrellamento nei dintorni catturando e fucilando otto partigiani in località Righetta, tra Fabbrico e Rolo. Il 17 aprile infine, gli stessi fascisti autori delle stragi dei giorni precedenti fucilarono a Reggiolo i partigiani luzzaresi Arnaldo Avanzi ed Ermes Ferrari.

## Vittime

### Uccisi il 19 settembre 1944
- Antonio Angeli, classe 1911;
- Erminio Marani, classe 1865;
- Massimiliano Polacci, classe 1899;
- Giuseppe Sacchi, classe 1882.

### Uccisi il 14 aprile 1945
- Walter Compagnoni, classe 1910;
- Enzo Dalai "Folletto", classe 1922;
- Claudio Franchi, di Robbio, classe 1926;
- Celestino Iotti, classe 1923;
- Balilla Nodolini, classe 1923;
- Lino Soragna, classe 1924;
- Federico Tagliavini "Ermes", classe 1923.

### Uccisi il 17 aprile 1945
- Arnaldo Avanzi, classe 1922;
- Ermes Ferrari, classe 1922.

## Monumenti
Il 17 settembre 1945 fu scoperta sulla rocca di Reggiolo un lapide in omaggio ai caduti della rappresaglia del 1944.